# Rentina
Rentina (in greco Ρεντίνα?) è un ex comune della Grecia nella periferia della Tessaglia di 756 abitanti secondo i dati del censimento 2001.
È stato soppresso a seguito della riforma amministrativa detta Programma Callicrate in vigore dal gennaio 2011 ed è ora compreso nel comune di Sofades.